# Edith de Northumbria
Edith de Northumbria possiblement va néixer l'any 995, sent la seva filiació incerta, sembla que va ser filla d'Uthred, Comte de Northumbria, conegut també com a Uthred de Bamburgh i d'Èlgiva d'Anglaterra, filla del rei Etelred l'Indecís. El seu marit, el cavaller Sigeferth, fou assassinat per ordre del seu avi Etelred, acusat de conspirar amb el príncep hereu Edmund, mentre que ella era tancada a un convent.
El príncep Edmund la treu del convent, i en clara oposició al seu pare, es casa amb ella a la localitat de Malmesbury, a Wiltshire, l'agost de l'any 1015. D'aquest matrimoni van néixer dos fills, el més gran dels quals va ser Eduard l'Exiliat.
Mort el seu segon marit (30 de novembre de 1016), arriba al tron Canut II de Dinamarca, el qual, per allunyar qualsevol rebel·lió restauradora de la dinastia Cerdic, envía a l'exili a Edith i als seus fills i es casa amb la reina mare, la vídua d'Etelred l'Indecís, Emma de Normandia.
Edith va morir a Hongria, possiblement cap a l'any 1017.
| Predecessor     | Reina consort d'Anglaterra | Successor         |
| --------------- | -------------------------- | ----------------- |
| Sígrid l'Altiva | 1016                       | Emma de Normandia |